# Walter Taibo
Walter Taibo Martínez (7 marca 1931, zm. 11 stycznia 2021) – urugwajski piłkarz, bramkarz.
Będąc graczem klubu Club Nacional de Football, wziął udział wraz z reprezentacją Urugwaju w turnieju Copa América 1955. Urugwaj zajął odległe jak na swoje aspiracje 4. miejsce za Argentyną, Chile i Peru. Taibo bronił w dwóch meczach - w wygranym 5:1 meczu z Ekwadorem i przegranym aż 1:6 meczu z Argentyną.
Wciąż jako gracz Nacionalu uczestniczył w turnieju Copa América 1957. Urugwaj znów był czwarty, a Taibo wystąpił w trzech spotkaniach (z Peru, Brazylią i Chile), w których przepuścił 5 bramek.
Turniej Copa América 1959 okazał się jeszcze gorszy, gdyż Urugwaj zajął przedostanie, 6. miejsce. Taibo zagrał w 4 meczach (jedynie w meczach z Brazylią i Paragwajem zastępował go Juan Carlos Leiva) i przepuścił 10 bramek.
Jako piłkarz klubu CA Peñarol był w kadrze reprezentacji Urugwaju w finałach mistrzostw świata w 1966 roku, gdzie Urugwaj dotarł do ćwierćfinału. Taibo nie zagrał w żadnym meczu.
Od 23 marca 1955 do 26 czerwca 1966 rozegrał w reprezentacji Urugwaju 30 meczów.